# Philip Ichovski
Philip Ichovski (* 12. Dezember 1991 in Wien) ist ein österreichischer Volleyball-Nationalspieler.
Ichovski feierte mit den hotVolleys elf österreichische Meistertitel im Jugendbereich. 2008 wechselte der Mittelblocker zu VCA Hypo Niederösterreich. In Amstetten holte er 2010 den Cupsieg. 2012/13 spielte Ichovski in der deutschen Bundesliga bei Chemie Volley Mitteldeutschland, kehrte danach aber wieder zurück nach Amstetten. Im österreichischen Nationalteam war Ichovski Teil des Kaders der Heim-EM 2011 in Österreich und Tschechien, bei der man nach drei Niederlagen in der Vorrunde ausschied. Ichovski gilt als eine der größten Zukunfts-Hoffnungen des österreichischen Volleyballs.